# Peter Fraser

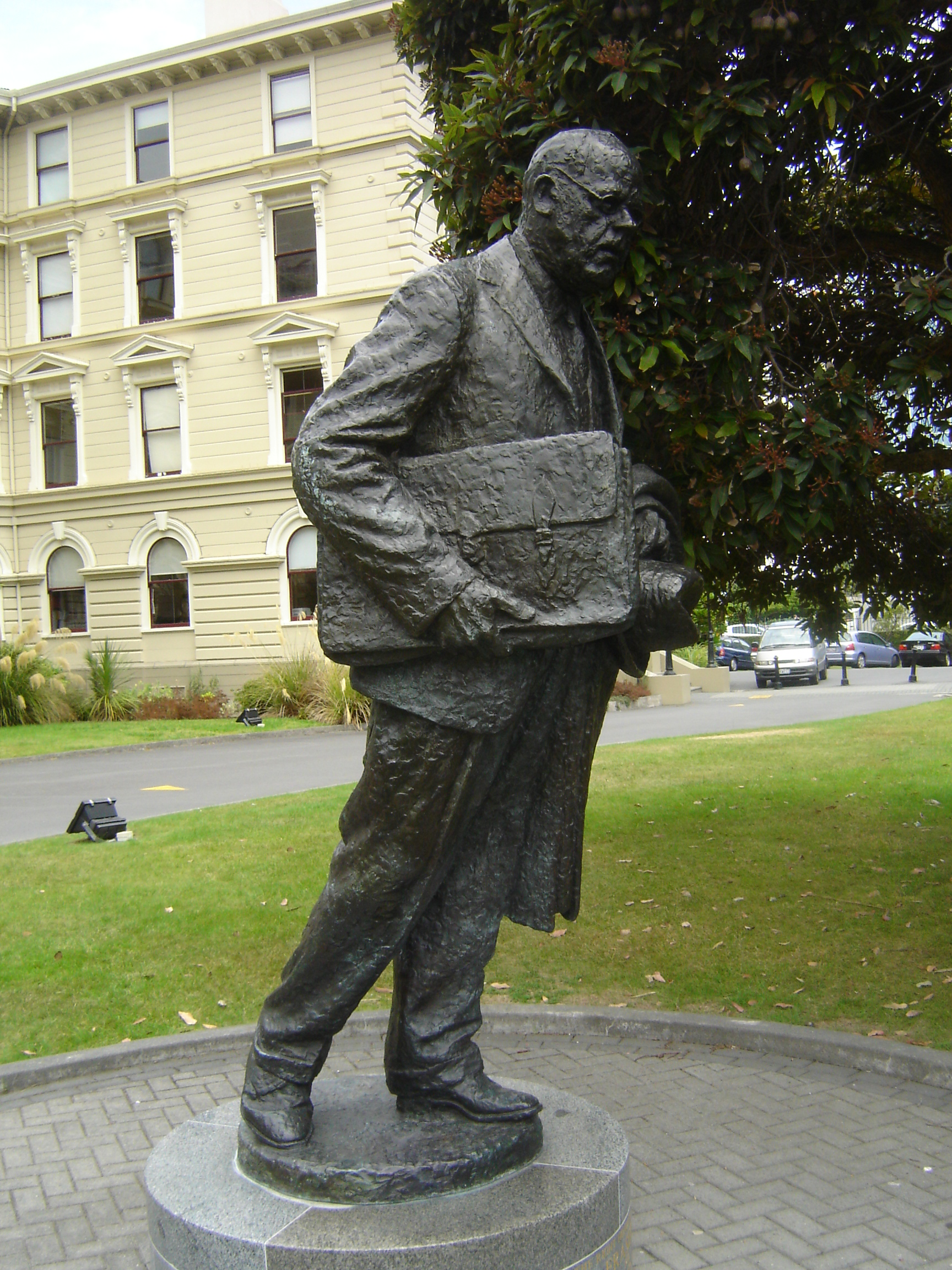
Pomnik Frasera na terenie kompleksu budynków nowozelandzkiego rządu i parlamentu

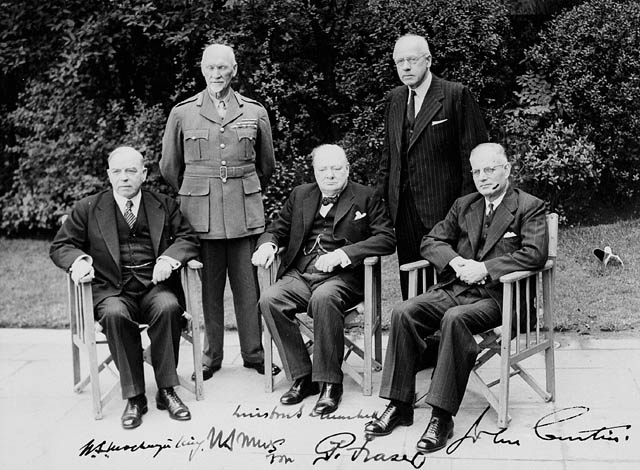
Fraser (drugi od prawej) wraz z premierami czterech innych państw Wspólnoty Narodów w 1944

Peter Fraser (ur. 28 sierpnia 1884 w Tain, zm. 12 grudnia 1950 w Wellingtonie) – nowozelandzki polityk związany z Partią Pracy, w latach 1940–1949 premier Nowej Zelandii.

## Życiorys
Pochodził ze Szkocji, gdzie ze względu na złą sytuację materialną swej rodziny musiał zakończyć edukację już po szkole podstawowej. Początkowo pracował jako stolarz, jednak szybko pogarszający się wzrok zmusił go do odejścia z tej profesji. Wyjechał do Londynu, a gdy i tam mu się nie powiodło, w wieku 26 lat postanowił wyemigrować do Nowej Zelandii. Jeszcze jako młody mieszkaniec Wielkiej Brytanii był blisko związany z Partią Liberalną, a następnie ze środowiskami socjalistów z Niezależnej Partii Pracy.
W swej nowej ojczyźnie został dokerem w porcie w Auckland, a równocześnie zaangażował się w ruch związkowy. Tam poznał Michaela Savage’a. Podczas wyborów w 1911, w których Savage bez powodzenia po raz pierwszy kandydował do parlamentu, Fraser był szefem jego sztabu. W 1913 był jednym z założycieli Partii Socjaldemokratycznej, a trzy lata później wraz z większością działaczy tego ugrupowania wszedł w skład powstającej właśnie Partii Pracy. Jedną z pierwszych wielkich akcji nowej partii była kampania sprzeciwu wobec poborowi żołnierzy na potrzeby I wojny światowej. Fraser posunął się w tym tak daleko, że został aresztowany i otrzymał wyrok roku więzienia za podburzanie do niepokojów (sedition).
Natychmiast po wyjściu na wolność wrócił do aktywności politycznej i został szefem sztabu wyborczego lidera labourzystów, Harry’ego Hollanda. W wyborach uzupełniających w 1918 sam stanął w szranki i uzyskał mandat parlamentarny. Rok później poślubił swoją partyjną koleżankę, z którą przeżył kolejne 26 lat – aż do jej śmierci.
Fraser szybko dał się poznać jako przedstawiciel bardziej umiarkowanego skrzydła Partii Pracy - stanowczo odcinał się od komunizmu i żądał usunięcia jego wyznawców z szeregów ugrupowania. Kiedy w 1933 Holland zmarł, Fraser starał się po schedę po nim, lecz uległ w wyborach swemu staremu przyjacielowi Savage’owi i musiał zadowolić się stanowiskiem jego zastępcy. Dwa lata później Partia Pracy po raz pierwszy wygrała wybory i sformowała gabinet, w którym Fraser odpowiadał za sprawy ochrony zdrowia, edukacji, policji i kwestie morskie. Po kolejnych zwycięskich wyborach w 1938, Fraser zaczął przejmować coraz więcej obowiązków od chorego na raka premiera. Po śmierci Savage’a w 1940 Fraserowi udało się przekonać partyjnych kolegów do powierzenia mu funkcji szefa partii i rządu, jednak pod warunkiem, że ostateczną decyzję w sprawie obsady personalnej gabinetu podejmować będzie nie premier, lecz władze partyjne (pozostało to tradycją rządów labourzystowskich w Nowej Zelandii do dziś).
Pierwsze lata rządów Frasera przypadły na czas II wojny światowej, która zmusiła go do takich kroków jak wprowadzenie poboru wojskowego, cenzury czy odgórnej regulacji pensji. Część przeciwników zarzucała mu, że zdradza antywojenne ideały własnej młodości, na co odpowiadał, że w tej wojnie walka naprawdę ma sens (I wojnę światową uważał za wymysł imperialistów). Starał się też współpracować z opozycją, ale jego partnerem nie był zwykle jej oficjalny lider Sidney Holland, lecz raczej nestor nowozelandzkiej prawicy Gordon Coates. Po poważnych stratach, jakie siły nowozelandzkie poniosły w 1941 w czasie walk w Grecji, zażądał od alianckiego dowództwa prawa do współdecydowania o sposobie wykorzystywania żołnierzy z jego kraju.
W grudniu 1943 na mocy porozumienia podpisanego z rządem polskim na uchodźstwie zgodził się, by Nowa Zelandia na swój koszt zaopiekowała się polskimi sierotami wojennymi, przebywającymi w Iranie. Były to ofiary sowieckich wywózek z okupowanych Kresów, które dzięki zawarciu Układu Sikorski-Majski zostały uwolnione z „nieludzkiej ziemi” sowieckiej i ewakuowane do Iranu wraz z Armią Andersa. Około 2000 polskich sierot i półsierot żyło i uczyło się w polskich sierocińcach (tzw. zakładach) w Isfahanie. Wyłoniona spomiędzy nich grupa 734 malców dotarła wraz z 102 (lub 105) opiekunami do Nowej Zelandii 1 listopada 1944 na pokładzie amerykańskiego statku “General Randall”. Dzieci zostały umieszczone w specjalnie dla nich utworzonym obozie w Pahiatua. Premier Fraser osobiście powitał przybyłych w porcie w Wellingtonie, wchodząc na pokład ich statku, odwiedził także dzieci w Pahiatua.
Po zakończeniu wojny zaangażował się w tworzenie ONZ, gdzie stał się jednym z rzeczników mniejszych państw, ostro sprzeciwiającym się przyznaniu mocarstwom prawa weta w Radzie Bezpieczeństwa. Na arenie krajowej jego popularność zaczęła maleć, przede wszystkim z powodu powolnego tempa znoszenia wojennych obostrzeń, takich jak racjonowanie produktów czy obowiązkowe szkolenia wojskowe. W 1949 labourzyści zostali pokonani w wyborach przez Partię Narodową, a Fraser zamienił fotel premiera na stanowisko lidera opozycji. Zmarł rok później w wieku 66 lat.

## Upamiętnienie
9 września 2010 jedna z ulic na Kabatach została nazwa imieniem Petera Frasera. Pomysł uczczenia przez Polskę nowozelandzkiego premiera, który zaprosił polskie dzieci do swojego kraju powstał w czerwcu 2006. Jednak dopiero 28 lipca 2009 Penelope Ridings, pełniąca w Polsce funkcję ambasadora Nowej Zelandii przesłała do Rady miasta stołecznego warszawy prośbę o upamiętnienie Petera Frasera. Decyzję o nazwaniu ulicy jego imieniem podjęto podczas sesji Rady 1 września 2010.
W 2021 wraz z żoną Janet Fraser pośmiertnie odznaczony Medalem Virtus et Fraternitas za pomoc udzieloną dzieciom z Pahiatua (dekoracja odbyła się w 2022).